# Seleucus (cratera)
Seleucus é uma cratera de impacto lunar, situada no lado visível da Lua. Ela fica localizada perto da borda Oeste do Oceanus Procellarum,
e a Oeste dela está a cratera Eddington, quase plana e preenchida com lava. A Sudoreste dela, fica a cratera Krafft, e a Noroeste fica a cratera Briggs.